# مسييه 56
مسييه 56 أو م56 (بالإنجليزية:

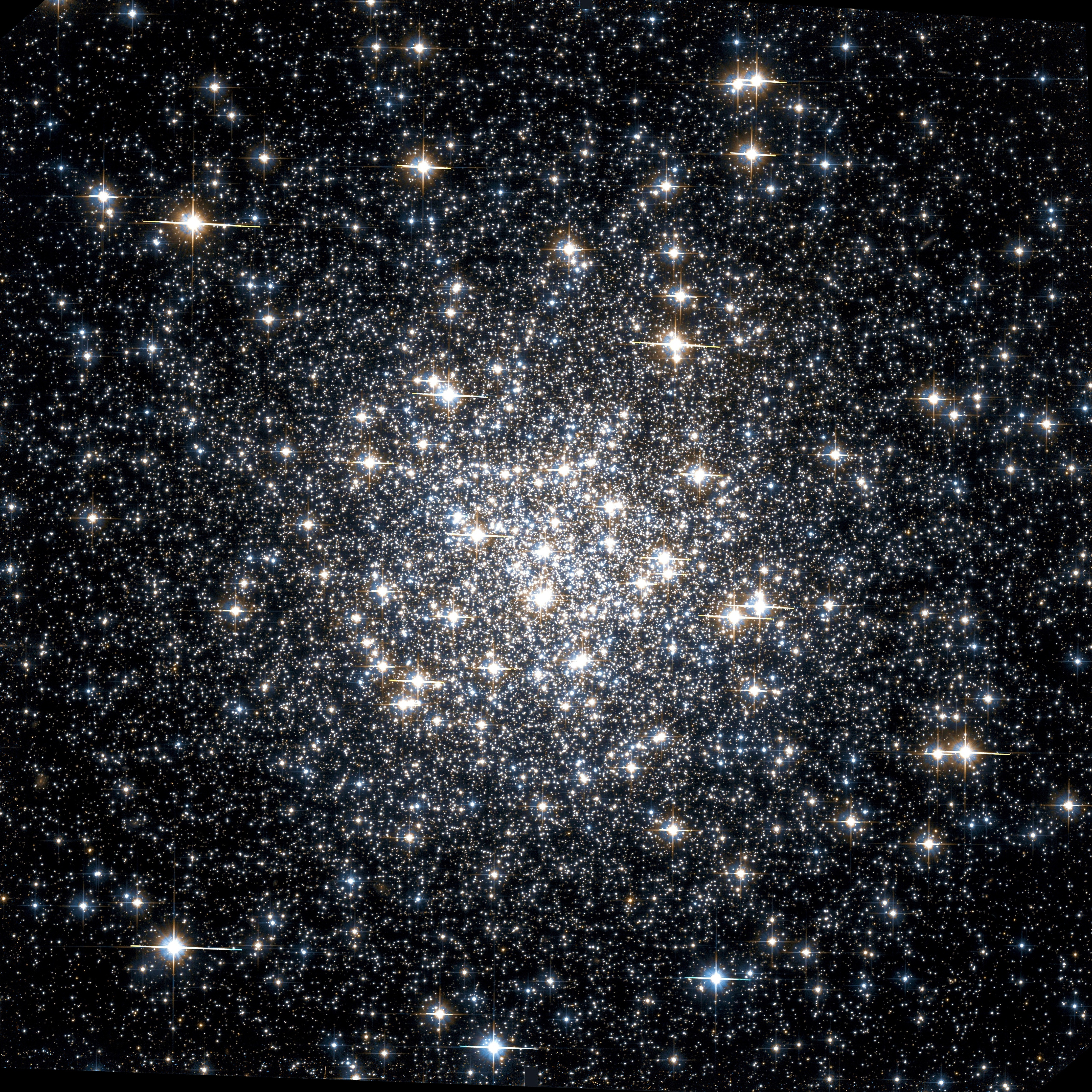

Messier 56 أوM56 أو NGC 6779 ) هو تجمع نجمي مغلق يوجد في كوكبة القيثارةLyra . اكتشفه شارل مسييه عام 1779 وقيده في في الفهرس المعروف باسمه تحت رقم جرم 56. ,يبعد التجمع نحو 32.900 سنة ضوئية عن الأرض ويبلغ اتساعه نحو 84 سنة ضوئية . (بالمقارنة بمقاييس مجرة درب التبانة التي تبلغ 150.000 سنة ضوئية).

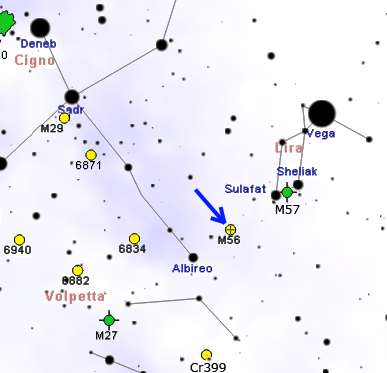
مسييه 56

أشد نجوم هذا التجمع لمعانا له قدر ظاهري 13 ويحوي التجمع على عدد من النجوم المتغيرة مثل النجم RV Tauri ذو دورة 90 يوم، وأحد النجوم من نوع متغير سيفيدي ودورتة 1.510 يوم .

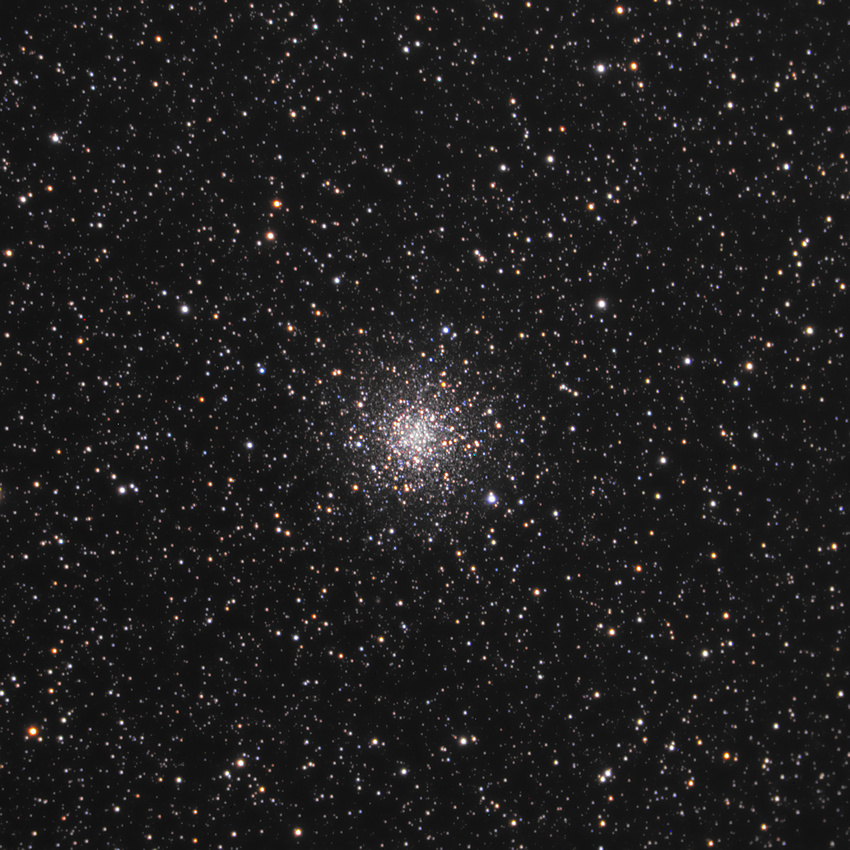
صورة مسييه 56 قام بتصويرها أحد الهواة.

## اقرأ أيضا
- مجرة حلزونية
- مجرة
- قزم أبيض
- عملاق أحمر
- نجم
- مجرة إهليجية
- الانفجار العظيم
- خط زمني للانفجار العظيم
- نجم نيوتروني
- ثقب أسود

## وصلات خارجية
- موقع الكون